# Popska, Veliko Tărnovo
Popska (în bulgară Попска) este un sat în comuna Elena, regiunea Veliko Tărnovo,  Bulgaria. 

## Demografie
Componența etnică a satului Popska
     Turci (83,33%)
     Bulgari (16,66%)
     Nicio identificare (0%)
     Altele (0%)
La recensământul din 2011, populația satului Popska era de 18 locuitori. Din punct de vedere etnic, majoritatea locuitorilor (83,33%) erau turci, cu o minoritate de bulgari (16,66%). Pentru 0% din locuitori nu este cunoscută apartenența etnică.